# 包頭路
包头路是中華人民共和國上海市杨浦区一條南北走向道路，道路南起翔殷路，北至國偉路，全长1858米，宽15.2米，道路建於1986年至1989年間，路名來自於内蒙古包头。